# Uccelli marini

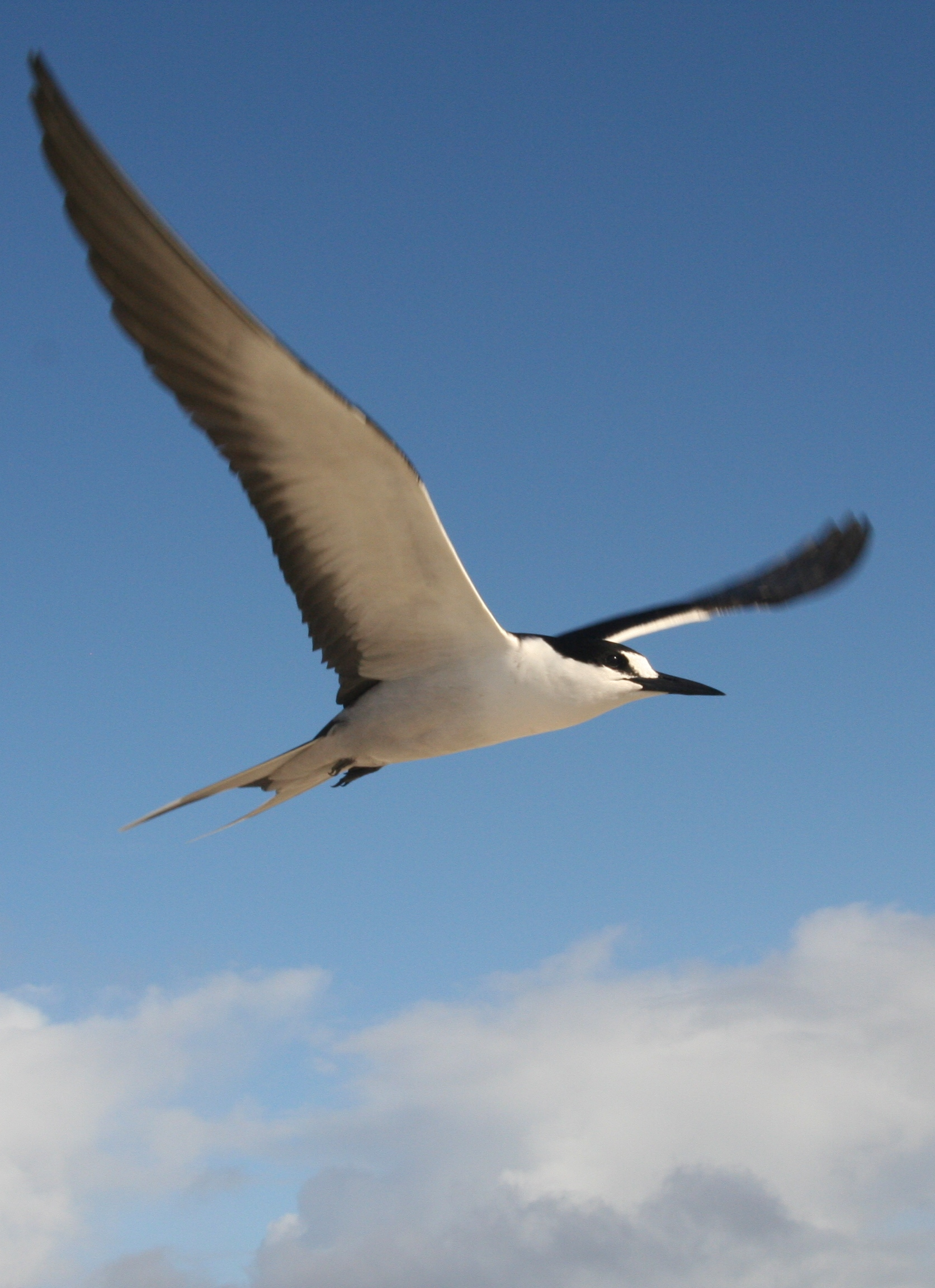
Rondine di mare oscura

Gli uccelli marini sono degli uccelli che si sono adattati a vivere all'interno di un ambiente marino, sia esso di mare o di oceano. Nonostante tali uccelli varino notevolmente riguardo ad aspetti come lo stile di vita, il comportamento e la fisiologia, mostrano tutti determinate caratteristiche che li portano ad assomigliare, frutto di convergenza evolutiva, in quanto si adattano tutti a una nicchia ecologica simile.
I primi uccelli marini si sono evoluti nel periodo del Cretaceo, mentre le attuali famiglie di uccelli marini sono risalenti al Paleogene.
Le caratteristiche degli uccelli marini sono rappresentate dal fatto che vivono più a lungo, si accoppiano più tardi e inoltre molte specie di essi vivono in colonie. Molte specie sono note perché intraprendono lunghe migrazioni annuali, durante le quali possono anche attraversare l'equatore circumnavigando la Terra. Si alimentano sia sulla superficie dell'oceano che al di sotto di essa e si alimentano anche reciprocamente. Gli uccelli marini possono essere altamente pelagici oppure costali, o in alcuni casi possono trascorrere parte dell'anno lontano dal mare.

## Classificazione
Non esiste una classificazione univoca in base a gruppi, famiglie o specie di uccelli marini; la maggior parte delle definizioni sono in qualche modo arbitrarie. In generale, secondo alcuni scienziati, l'unica caratteristica comune che tutti gli uccelli marini hanno è che si nutrono in acqua di mare, anche se talvolta neanche questo è vero.
Ad ogni modo, per convenzione, tutti i pinguini, i procellariformi, i pelecaniformi tranne l'aninga e alcuni caradriiformi (skua, gabbiani, sterne, alcidi, becco a cesoie) sono definibili come uccelli marini.
La gavia e lo svasso, che nidificano nei laghi ma trascorrono l'inverno in mare, sono classificati come uccelli acquatici e non marini. Anche se vi sono un certo numero di mergini che nella famiglia delle anatidi che sono uccelli marini di inverno, essi sono solitamente esclusi da tale raggruppamento. Molti trampolieri e ardeidi sono marini, ma vivono vicino alla costa, dove l'acqua non è profonda, e quindi non possono essere considerati proprio come uccelli marini.

## Evoluzione

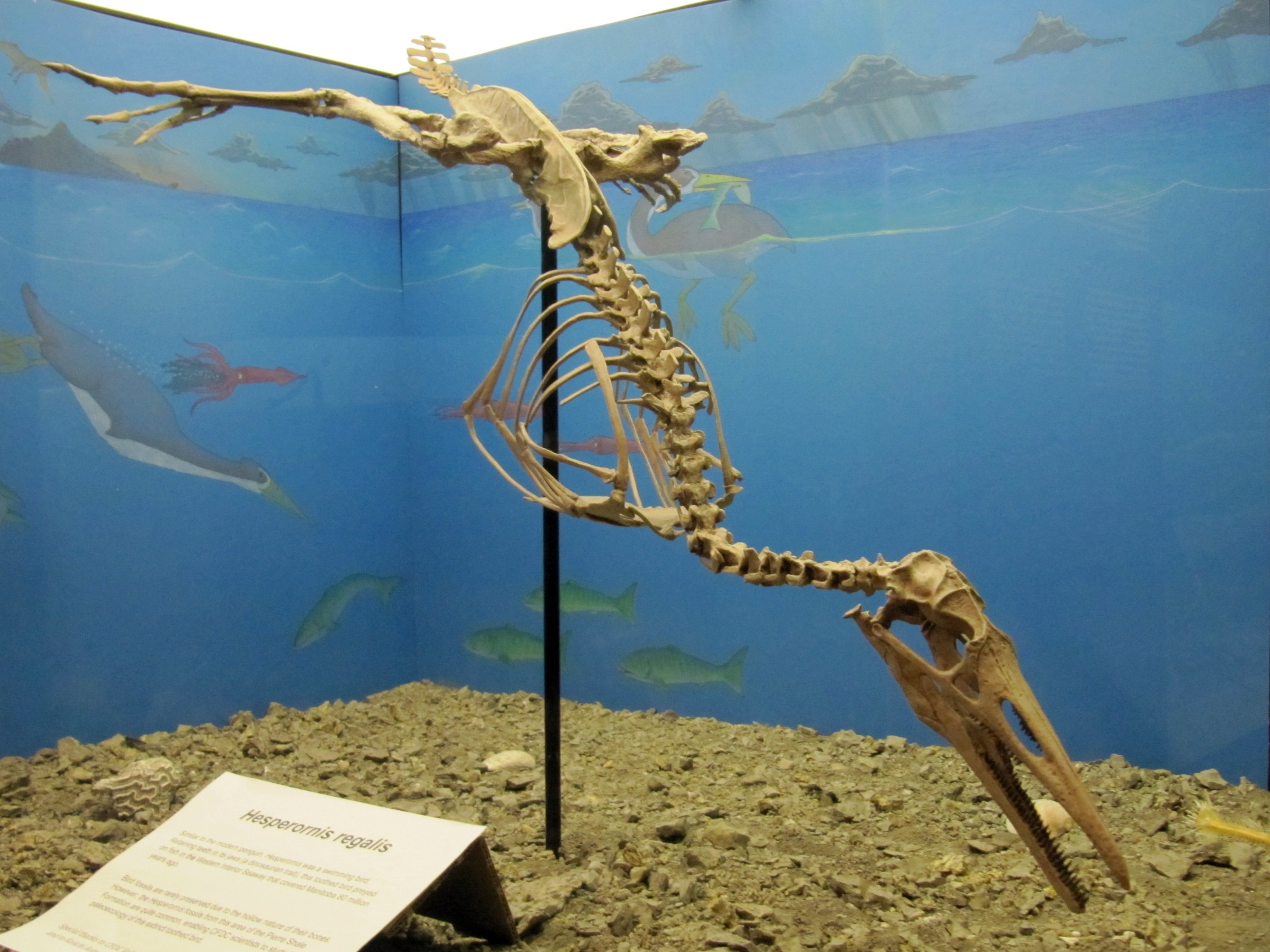
Scheletro di Hesperornis regalis

Gli uccelli marini, in virtù del fatto che vivono in un ambiente come il mare, che geologicamente ha un sedimento definito, sono ben rappresentati dal punto di vista dei fossili. Risalenti al Cretaceo, il primo identificato è quello dell'Hesperornis regalis, un uccello che probabilmente si tuffava come gli svassi e usava i piedi per muoversi sott'acqua ed era inoltre caratterizzato da un becco pieno di denti affilati.
Mentre questo animale non sembra abbia lasciato discendenti, i primi neorniti definibili come uccelli marini sono altrettanto riconducibili al Cretaceo e sono rappresentati da una specie chiamata Tytthostonyx glauconiticus, la quale sembrerebbe vicina ai procellariformi e/o ai pellicaniformi.
Nel Paleogene i mari sono stati dominati prima da procellaridi, pinguini giganti e altre due famiglie estinte, i pelagornitidi e i plototteridi.
Gli uccelli marini moderni sono comparsi intorno al Miocene, anche se il genere Puffinus potrebbe risalire all'Oligocene. La più alta diversità di uccelli marini esisteva presumibilmente durante il tardo Miocene ed il Pliocene. Al termine di quest'ultima, la rete alimentare oceanica aveva subito un periodo di sconvolgimento dovuto all'estinzione di un numero considerevole di specie marine. In seguito, quindi, la diffusione dei mammiferi marini, sembra aver impedito agli uccelli marini di raggiungere una più ampia diversità rispetto a un tempo.

## Caratteristiche

### Adattamento alla vita in mare
Gli uccelli marini hanno compiuto numerosi adattamenti per vivere e per alimentarsi in mare. La forma dell'ala è stata modellata secondo nicchie ecologiche che possono riguardare l'evoluzione di una singola specie o famiglia: ali più lunghe sono tipiche di specie pelagiche, mentre ali più corte caratterizzano gli uccelli marini che effettuano immersione.
Gli uccelli marini hanno spesso anche piedi palmati e questo aiuta il movimento in superficie, nonché fornisce assistenza nell'immersione, per alcune specie. I procellariformi sono caratterizzati dall'avere un forte senso dell'olfatto, che viene utilizzato per trovare del cibo distribuito ampiamente anche in un vasto oceano e per localizzare le loro colonie.
Gli uccelli marini hanno delle ghiandole che contrastano l'apporto di sale proveniente dall'acqua marina, che viene ingerito bevendo o alimentandosi, in particolare per i crostacei. Queste ghiandole così facilitano la osmoregolazione. L'escrezione da parte di tali ghiandole, che sono posizionate di solito a livello della testa e che emergono nelle fosse nasali, riguarda di solito sostanze prive di cloruro di sodio.
Con l'eccezione dei cormorani e di alcune sterne, tutti gli uccelli marini, così come la maggior parte degli uccelli in generale, hanno un piumaggio impermeabile. Tuttavia, rispetto agli uccelli di terra, essi hanno molte più piume che proteggono i corpi. Questo piumaggio molto fitto è in grado di proteggere maggiormente l'uccello quando si bagna, mentre il freddo è limitato da uno strato di piume rivolte verso il basso. I cormorani sono in possesso di uno strato di piume uniche che mantengono un livello minore di aria, ma per il resto può anche assorbire l'acqua. Tale caratteristica consente di nuotare senza affrontare la galleggiabilità provocata dal mantenimento di aria nelle piume.
Il piumaggio degli uccelli marini è inoltre solitamente meno colorato di quello degli uccelli terrestri e la variazione di colore si può limitare a tonalità di nero, bianco o grigio. Il piumaggio è sfruttato talvolta anche per il camuffamento a fini difensivi o aggressivi.

### Dieta e alimentazione
Gli uccelli marini si sono evoluti per sfruttare diverse risorse alimentari nei mari e negli oceani di tutto il mondo e, in larga misura, la loro fisiologia e il loro comportamento sono condizionati dalla dieta.
Molti uccelli marini si nutrono in superficie dell'oceano, mangiando quegli animali che si muovono attraverso l'azione delle correnti oceaniche e quindi krill, teuthida e altri piccoli pesci che sono alla portata di una testa immersa. L'alimentazione "superficiale" può essere suddivisa in due diversi approcci: quella che avviene mentre si nuota e quella che invece mentre si è in volo. Nel secondo caso, gli uccelli marini compiono acrobazie sulla superficie dell'acqua e talvolta neanche atterrano in essa, cioè effettuano dei salti in bilico sull'acqua. La famiglia dei becchi a cesoie ha un modo unico di mangiare: questi animali evitano il contatto con l'acqua mantenendo solo il becco aperto sulla superficie e tenendo il corpo piegato.

### Immersioni
Le immersioni possono essere effettuate sia per ricercare del cibo che per altri motivi.

### Colonie
Il 90% di uccelli marini sono coloniali e le colonie di uccelli sono tra le più grandi in tutto il mondo, tali da trovarsi praticamente ovunque dai tropici alle latitudini polari. Le colonie si verificano esclusivamente allo scopo di allevamento e sono molto variabili: possono consistere di nidificazioni individuali distanziate oppure densamente popolate come le colonie di uria. Gli uccelli marini possono anche nidificare sugli alberi, per terra, sulle scogliere e persino in cunicoli sottoterra o tra fessure di rocce.
In ogni caso gli uccelli marini mostrano fedeltà nei confronti dei siti di allevamento e colonia, nel senso che tornano alla stessa tana per molti anni e si difendono arduamente quando quel sito viene scelto da animali rivali. Tutto ciò aumenta il successo dell'allevamento e fornisce diversi vantaggi. In molti uccelli marini può essere riscontrata la filopatria, che è appunto la tendenza di tornare in un luogo particolare dove nutrirsi o riprodursi.
Le colonie sono di solito situate su isole, scogliere o promontori, tutti luoghi in cui i mammiferi hanno difficoltà di accesso. In questo modo l'evoluzione ha garantito una notevole protezione per gli uccelli marini.

### Migrazione

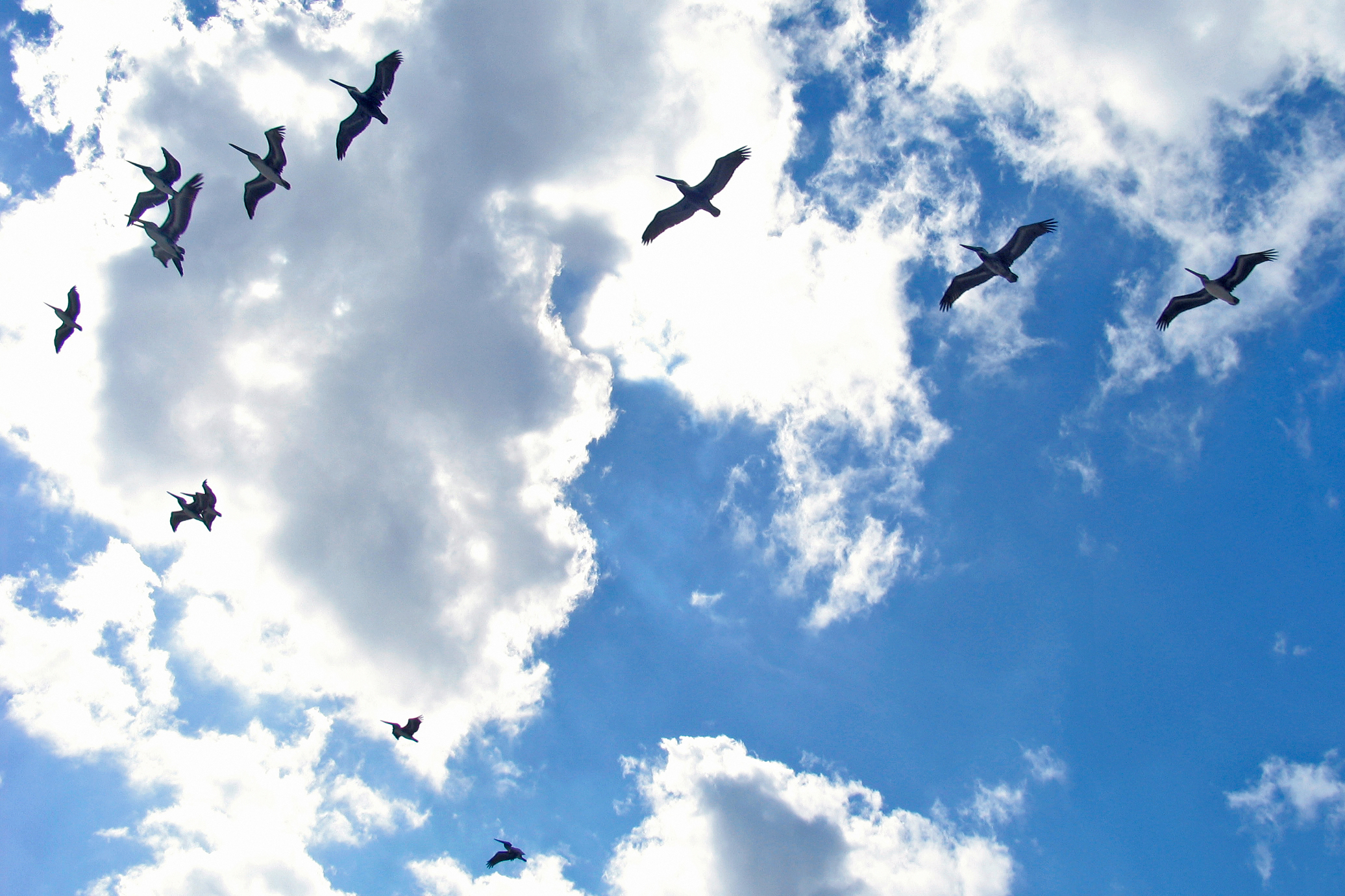
Pellicani che migrano

Come molti uccelli, gli uccelli marini sono uccelli migratori che migrano dopo la stagione riproduttiva. L'uccello che compie la più ampia migrazione è la sterna antica, che è capace di partire dall'oceano Atlantico per raggiungere l'Antartide, dove trascorre l'estate. Altre specie sono capaci di compiere viaggi trans-equatoriali, sia da nord a sud che viceversa. La popolazione di sterne eleganti, che nidifica nella Bassa California, si divide dopo la stagione riproduttiva e in questo caso alcuni uccelli volano verso nord (verso la California), mentre altri vanno a sud (verso il Perù).
Altri uccelli migrano con distanze più ridotte e lontano dai siti di riproduzione, a seconda anche della distribuzione del cibo. Ad esempio, se le condizioni oceaniche non sono adatte, alcuni uccelli marini sono costretti a migrare verso zone più produttive di nutrimenti, soprattutto se gli uccelli sono giovani.

### Uccelli marini lontano dal mare
Anche se la definizione di uccello marino è compatibile al fatto che questi animali vivano la loro vita sul mare, molte famiglie di uccelli marini hanno specie che trascorrono alcune o addirittura la maggior parte della loro vita a distanza notevole dal mare, ossia in zone interne. Molte specie, sorprendentemente, si riproducono a distanze di centinaia o addirittura migliaia di chilometri nell'entroterra. Ad esempio, si possono trovare nidi di petrello delle nevi nell'entroterra antartico, luogo in cui è improbabile trovare qualcosa da mangiare. Altri uccelli nidificano nelle foreste, in particolare sulle conifere, oppure nella tundra.
Vi sono molti uccelli, inoltre, che non vivono solo sui mari, ma che possono trovarsi anche in altre zone frequentate anche dall'uomo, come laghi, fiumi, paludi e città costiere: si tratta di gabbiani, cormorani, pellicani, che quindi possono essere visti più facilmente dall'uomo.

## Rapporti con l'uomo
Gli uccelli marini hanno avuto una lunga collaborazione con l'uomo nei campi della pesca e della marina, apportando in entrambi i casi sia vantaggi che svantaggi. I pescatori hanno tradizionalmente usato gli uccelli marini come indicatori della presenza di banchi di pesci sotto la superficie marina, in direzione della presenza appunto degli uccelli. Effetti negativi sono invece riscontrabili nell'acquacoltura, perché gli uccelli potrebbero intaccare gli animali in acqua, anche se con strumenti come il palamito questo può essere evitato.
La caccia degli uccelli marini e la raccolta delle uova hanno contribuito parecchio al declino di molte specie e all'estinzione di altre, tra cui quelle dell'alca impenne e del cormorano dagli occhiali. Gli uccelli marini sono stati cacciati sia per il cibo, da popolazioni costiere nel corso della storia, che per il loro piumaggio utilizzabile nella produzione di cappelli.
Le minacce nei confronti degli uccelli marini sono sotto osservazione dagli scienziati e dal movimento del conservazionismo.

## Famiglie di uccelli marini
Spheniscidae (acque antartiche e meridionali, 16 specie)
- Pinguini

Procellariiformes (oceaniche, 93 specie)
- Diomedeidae (albatros)
- Procellariidae
- Pelecanoides
- Hydrobatidae

Pelecaniformes (ovunque; 57 specie)
- Pelecanidae Pelecanus
- Sulidae Morus e Sula
- Phalacrocoracidae Phalacrocorax (cormorano)
- Fregatidae Fregata
- Phaethontidae Phaethon

Charadriiformes (ovunque; 305 specie, ma solo le famiglie seguenti sono uccelli marini)
- Stercorariidae skuas
- Laridae
- Sterninae
- Rhynchopidae Rynchops
- Alcidae